# Órgano Amezua de la Catedral de Valladolid

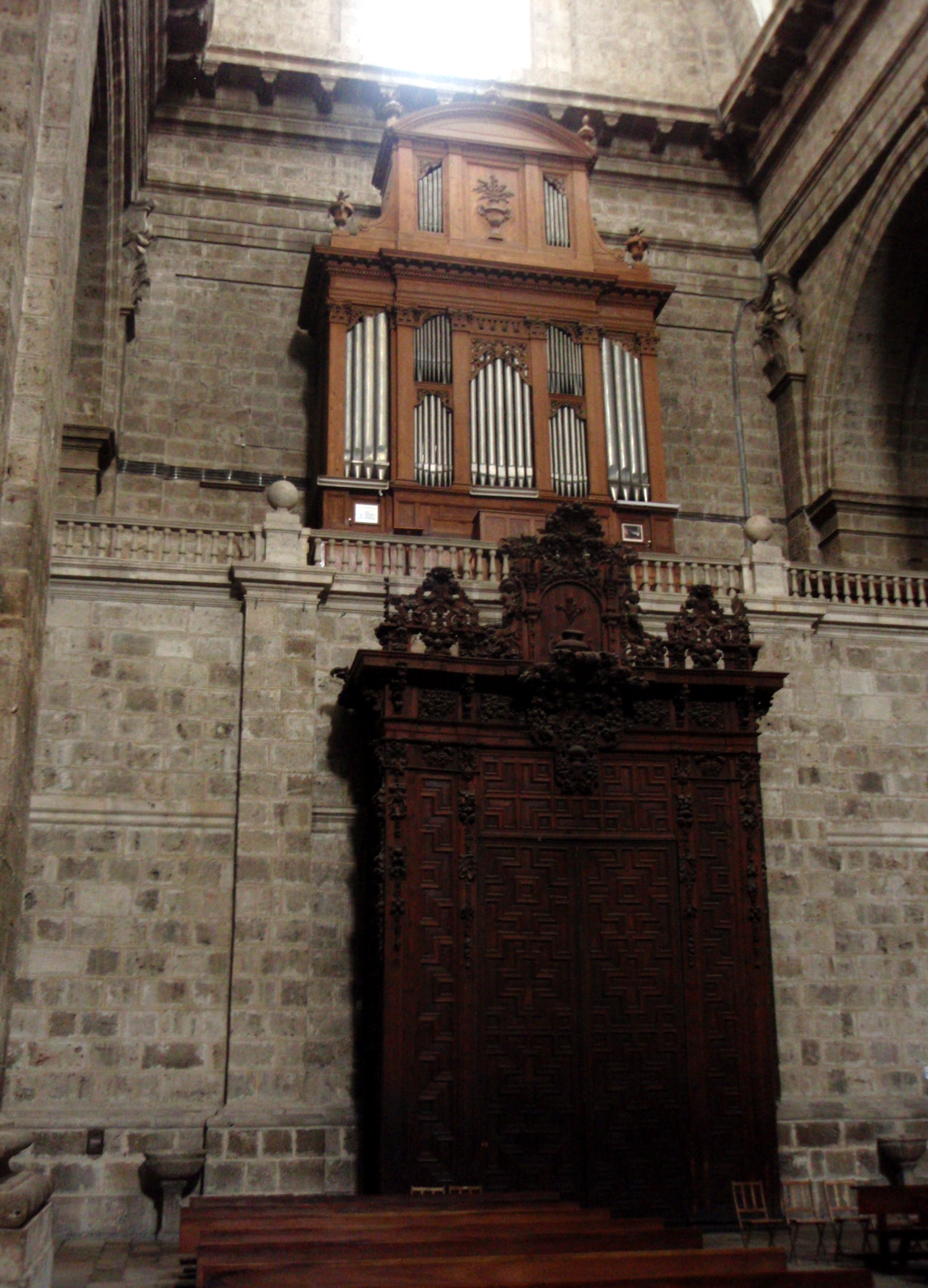
Órgano Amezua en su emplazamiento actual, a los pies del templo, sobre su tribuna construida en 1928. También se ve el cancel churrigueresco de principios del.

El órgano Amezua de la Catedral de Valladolid fue construido en 1904 por el organero vasco Aquilino Amezua (1847-1912), el organero español más importante de su tiempo e introductor del órgano romántico en España. Contaba con dos teclados manuales y pedal, con 18 juegos reales y transmisión mecánica, con ayudas neumáticas. En 1933 fue ampliado por su discípulo Leocadio Galdós añadiendo un III Teclado y nuevos juegos, siguiendo un concepto sonoro muy cercano al de su maestro, además de construir unas nuevas transmisiones de notas y registros neumáticas con su consola.
El instrumento que realizó Amezua reutilizaba la caja del órgano anterior, obra fechada entre 1792 y 1794. Se situaba sobre la costanera del lado de la Epístola del coro bajo que entonces se encontraba en el penúltimo tramo de la nave central de la catedral. El órgano se inauguró en 23 de junio de 1904 con un concierto. En 1907, se celebró un importante congreso de música sagrada en la Catedral y tuvieron lugar dos conciertos en este órgano de Amezua en los que tocaron los organistas españoles más destacados del momento, dando a conocer a parte de los congresistas el repertorio romántico para órgano (Felix Mendelssohn, Alexandre Guilmant, Charles-Marie Widor, Léon Boëllmann...) que nunca antes se había interpretado en la Catedral, y la música organística de Johann Sebastian Bach, desconocida hasta entonces en Valladolid.
En 1928 se desmanteló el coro bajo y el órgano barroco que aún se conservaba en el lado del Evangelio, fue vendido como chatarra, construyéndose una tribuna a los pies donde se colocaría el órgano que Amezua había realizado en 1904, con su caja neoclásica de finales del siglo XVIII. En 1933, a petición del Organista de la Catedral, se amplió y reformó el órgano con el dinero procedente de una donación anónima destinada a tal efecto.
La caja de este órgano, que data de 1793, fue construida por el ensamblador Eustaquio Bahamonde, sigue el gusto neoclásico y se encuentra en blanco. La fuellería se oculta tras unos paneles del pedestal de la caja. Encima se extienden varios castillos (castillo es la palabra con la que se conoce en organería cada uno de los grupos de tubos que adornan la fachada de un órgano), separados por pilastras con capiteles corintios y que siguen uno de los órdenes de Vignola. Los tubos que se ven en los costados de la caja son de adorno, no suenan en realidad. Un ático, rematado en frontón curvo y con dos castillos (también con tubos de adorno) que flanquean un jarrón de azucenas, corona el mueble.
El instrumento, en cuanto a sus características sonoras, es del tipo romántico, con influencia del órgano romántico-sinfónico francés (pues posee tres teclados, dos de ellos en expresión), y en su disposición fónica hay un gran número de registros de 16, 8 y 4 pies, a los que se unen mixturas que recuperan en cierta manera el color del órgano clásico. En cuanto a la organización de los registros y carácter sonoro de cada teclado, se detectan también influencias de la organería romántica y postromántica alemana. Además, al no haber sido modificado desde 1933, es un buen testimonio de la organería española de aquel momento.
Este órgano se conserva en la tribuna de los pies de la catedral. Recientemente, se ha cambiado el antiguo motor-ventilador destinado a hinchar los fuelles por uno moderno y más silencioso. El instrumento se utiliza en las liturgias dominicales de la catedral, sonando ocasionalmente en concierto. El último organista titular fue desde 1974 hasta 2015 el P. Teófilo Olmedo. Actualmente la plaza se encuentra vacante. A lo largo de la historia de este instrumento, han dado conciertos en él grandes organistas españoles como Bernardo Gabiola, Víctor Zubizarreta, Miguel Echeveste, Jesús Guridi, José Manuel Azkue, José Enrique Ayarra, Esteban Elizondo o Juan de la Rubia.

## Disposición
| I Teclado (libre) 56 notas |        |  |
| -Flautado                  | 16′    |  |
| -Montre                    | 8′     |  |
| -Violón                    | 8′     |  |
| -Flauta dulce              | 8′     |  |
| -Flauta de madera          | 8′     |  |
| -Salicional                | 8′     |  |
| -Octava                    | 4′     |  |
| -Lleno IV-V                | 2 2/3' |  |
| -Bombarda                  | 16′    |  |
| -Trompeta                  | 8′     |  |
| -Clarín                    | 4′     |  |

| III Teclado (expresivo) 56 notas |    |  |
| -Cor de nuit                     | 8′ |  |
| -Viola de gamba                  | 8′ |  |
| -Voz celeste                     | 8′ |  |
| -Ocarina                         | 4′ |  |
| -Quincena                        | 2′ |  |
| -Corneta V (desde do3)           | 8′ |  |
| -Fagot y Oboe                    | 8′ |  |
| -Voz humana                      | 8′ |  |
| -Trémolo                         |    |  |

| II Teclado (expresivo) 56 notas |        |  |
| -Violón                         | 16′    |  |
| -Flauta armónica                | 8′     |  |
| -Flauta dulce                   | 8′     |  |
| -Bordón                         | 8′     |  |
| -Gamba                          | 8′     |  |
| -Unda maris                     | 8′     |  |
| -Flauta octaviante              | 4′     |  |
| -Lleno III                      | 2 2/3′ |  |
| -Trompeta real                  | 8′     |  |
| -Clarinete                      | 8′     |  |
| -Trémolo                        |        |  |

| Pedalero 30 notas |        |                                    |
| -Contrabajo       | 16′    |                                    |
| -Subbajo          | 16′    |                                    |
| -Barítono         | 8′     |                                    |
| -Cello            | 8′     | (Transmisión del Salicional del I) |
| -Gamba            | 4′     |                                    |
| -Nasardo          | 2 2/3′ |                                    |
| -Bombarda         | 16′    | (Transmisión de la Bombarda del I) |

| Registros auxiliares                                                     |
| -I al Pedal                                                              |
| -II al Pedal                                                             |
| -III al Pedal                                                            |
| -II al I                                                                 |
| -III al I                                                                |
| -III al II                                                               |
| -Octavas agudas II al I                                                  |
| -Octavas graves II al I                                                  |
| -Octavas agudas III al I                                                 |
| -Octavas graves III al I                                                 |
| -Cinco combinaciones fijas (Pianissimo, Piano, Mezzoforte, Forte, Tutti) |
| -Combinación libre                                                       |
| -Piano pedal automático                                                  |
| -Pedal de expresión del II teclado                                       |
| -Pedal de expresión del III teclado                                      |